# Halleybaai
Halleybaai is een baai van de Weddellzee aan de kust van Coatsland in Antarctica. Nabij de baai werd de Britse poolbasis Halley Research Station gebouwd.
Aan de baai bevindt zich een kleine kolonie van keizerspinguïns. Tot voor 2016 bevond zich hier de op een na grootste kolonie van keizerspinguïns op Antarctica met tienduizenden broedparen, maar deze geraakte verstrooid door het instabiele zee-ijs in de baai.